# Großer Preis von Brasilien 2001
Der Große Preis von Brasilien 2001 (offiziell XXX Grande Prêmio Marlboro do Brasil) fand am 1. April auf dem Autódromo José Carlos Pace in São Paulo statt und war das dritte Rennen der Formel-1-Weltmeisterschaft 2001.

## Berichte

### Hintergrund
Nach dem Großen Preis von Malaysia führte Michael Schumacher in der Fahrerwertung mit zehn Punkten vor den punktgleichen Rubens Barrichello und David Coulthard. In der Konstrukteurswertung führte Ferrari mit 19 Punkten vor McLaren-Mercedes und mit 25 Punkten vor Jordan-Honda.
Mit Michael Schumacher (dreimal), Mika Häkkinen (zweimal) und Jacques Villeneuve (einmal) traten drei ehemalige Sieger zu diesem Grand Prix an.

### Training

#### Freitagstraining
Im ersten freien Training am Freitag war Coulthard der Schnellste, mit mehr als einer Sekunde Vorsprung auf Jarno Trulli, gefolgt von Michael Schumacher.

#### Samstagstraining
Im zweiten freien Training am Samstag fuhr dann Juan Pablo Montoya die schnellste Zeit. Zweiter wurde Häkkinen vor Coulthard.

### Qualifying
Im Qualifying gelang es Michael Schumacher vor seinem Bruder Ralf Schumacher auf die Pole-Position zu fahren. Dritter wurde Häkkinen.

### Warm Up
Im Warm Up folgte erneut die Bestzeit von Michael Schumacher, vor seinem Teamkollegen Barrichello. Dritter wurde erneut Häkkinen.

### Rennen
Bei der Anfahrt zur Startaufstellung rutschte Barrichello von der Fahrbahn und landete im Kiesbett. Daraufhin startete er im Ersatzfahrzeug. Vor dem Start in die Aufwärmrunde waren am Jaguar von Eddie Irvine die Mechaniker noch 15 Sekunden vor Umschalten der Ampel am Fahrzeug. Dies wurde mit einer 10 Sekunden Stop-and-Go Strafe geahndet, die er in der 5. Runde antrat.
Beim Start entschied Michael Schumacher das Duell für sich und blieb erster. Ralf Schumacher startete schlecht und verlor auf Anhieb vier Plätze. Zweiter nach den ersten drei Kurven war Montoya, gefolgt von Coulthard und Trulli. Verlierer des Starts war Häkkinen, der aufgrund von Getriebeproblemen gar nicht erst losfuhr. Da man sein Auto nicht schnell genug von der Start-Ziel-Geraden bergen konnte, entschied man sich das Safety-Car herauszuschicken.
Der Restart erfolgte dann in der zweiten Runde. Der Rookie Montoya nutzte seine Erfahrung aus der CART-Serie und ging mit einem harten Manöver an Michael Schumacher vorbei. Beim Anbremsen auf Kurve 4 fuhr Barrichello Ralf Schumacher ins Heck. Für Barrichello war das Rennen somit vorzeitig beendet. Ralf Schumacher rettete sich noch in die Boxengasse, welche er mit vier Runden Rückstand wieder verließ und das Rennen weiterfuhr.
An der Spitze des Feldes führte Montoya rundenlang vor Schumacher und Coulthard. Im Mittelfeld machte Olivier Panis mehrere Plätze gut, das aber daher kam, dass er wenig Sprit mitführte. In der Zwischenzeit waren immer mal wieder Regentropfen zu sehen, die aber aufgrund der Hitze keine Auswirkungen hatten. Währenddessen übte Michael Schumacher in jeder Runde Druck auf Montoya aus, welcher aber wegen überlegener Höchstgeschwindigkeit nicht zu überholen war. In Runde 15 beendete Enrique Bernoldi im Arrows sein Rennen in der Boxengasse mit einem Getriebeschaden. Auch Fernando Alonso musste sein Fahrzeug abstellen, der Grund für sein Ausscheiden waren Elektronikprobleme.
In Runde 25 kam Michael Schumacher frühzeitig an die Box. Die Spritmenge, die nachgetankt wurde, war aber nicht genug als dass er hätte durchfahren können, somit war klar, dass er auf einer Zweistoppstrategie war. Der nächste Pilot, der nicht mehr weiterfahren konnte, war Luciano Burti. In der 30. Runde musste er sein Jaguar aufgrund eines Motorschadens abstellen. Coulthard fuhr bis dato ein unauffälliges Rennen auf Position zwei, ging aber mit geringem Abstand die Zeiten von Montoya mit. Hinter Coulthard war zu diesem Zeitpunkt mit rund 30 Sekunden Abstand Michael Schumacher, der schon einmal an der Box war. Dahinter folgten Trulli, Heinz-Harald Frentzen und Heidfeld.
In Runde 38 lief Montoya dann auf zwei Fahrzeuge auf, die er überrunden musste. Dabei bremste Jos Verstappen, der Montoya gerade hatte passieren lassen, in der Kurve 4 später und fuhr ihm ins Auto. Damit war das Rennen für beide Piloten beendet. Neuer Führender war somit Coulthard. Dieser kam dann in derselben Runde direkt zu seinem Boxenstopp, da seine Reifen verschlissen waren. Der Vorsprung von etwa 30 Sekunden auf Schumacher reichte aus um vor ihm zu bleiben. Der Abstand betrug jetzt aber nur noch weniger als eine Sekunde, es war aber klar, dass Schumacher nochmal in die Box kommen musste. Währenddessen deutete es sich an, dass es regnen könnte, damit wäre der Nachteil von Schumacher hinfällig. Kurz nachdem die meisten Fahrer ihren planmäßigen Boxenstopp absolviert hatten, war es dann auch so weit und der Regen setzte ein. Somit mussten alle wieder an die Box um sich Regenreifen abzuholen. Das ganze Feld entschied sich für die Intermediates.
Schumacher kam eine Runde früher zum Reifenwechsel als Coulthard, der dadurch die Führung verlor und nun einige Sekunden Abstand zu Schumacher hatte. Dessen Vorsprung währte aber nicht lange, denn er drehte sich nach Kurve 4, sodass Coulthard wieder aufschloss. Zwei Runden später liefen die beiden Spitzenreiter auf langsamere Fahrzeuge auf. Am Ende der Start-Ziel-Geraden waren beide Piloten gleichauf und dabei setzte Schumacher außen und Coulthard innen zum überrunden von Tarso Marques an, sodass Coulthard an Schumacher vorbeikam. Der Regen wurde dann auch intensiver und es stellte sich heraus, dass Schumacher mit den Bedingungen nicht so gut zurechtkam. Coulthard baute somit seine Führung aus.
Zwischen Runde 52 und 56 drehten sich Irvine, Kimi Räikkönen und Ralf Schumacher und fuhren allesamt nicht weiter. Sieben Runden vor Schluss schied auch Frentzen mit Elektronikproblemen aus. Seinen dritten Platz übernahm Heidfeld. In der fünftletzten Runde überholte Olivier Panis noch Trulli. Schließlich kam Coulthard vor Michael Schumacher ins Ziel. Es folgten Heidfeld, der seinen ersten Podestplatz erreichte, gefolgt von Panis und Trulli. Insgesamt kamen nur 10 von 22 Piloten ins Ziel.
In der Weltmeisterschaft holte Coulthard vier Punkte auf Michael Schumacher auf, welcher aber mit 26 Punkten in drei Rennen immer noch sechs Punkte Vorsprung hatte. Auch in der Konstrukteurswertung holte McLaren vier Zähler auf Ferrari auf.

## Meldeliste
| Team                        | Nr. | Fahrer                | Chassis        | Motor                 | Reifen |
| --------------------------- | --- | --------------------- | -------------- | --------------------- | ------ |
| Scuderia Ferrari Marlboro   | 01  | Michael Schumacher    | Ferrari F2001  | Ferrari 3.0 V10       | B      |
| Scuderia Ferrari Marlboro   | 02  | Rubens Barrichello    | Ferrari F2001  | Ferrari 3.0 V10       | B      |
| West McLaren Mercedes       | 03  | Mika Häkkinen         | McLaren MP4-16 | Mercedes-Benz 3.0 V10 | B      |
| West McLaren Mercedes       | 04  | David Coulthard       | McLaren MP4-16 | Mercedes-Benz 3.0 V10 | B      |
| BMW WilliamsF1 Team         | 05  | Ralf Schumacher       | Williams FW23  | BMW 3.0 V10           | M      |
| BMW WilliamsF1 Team         | 06  | Juan Pablo Montoya    | Williams FW23  | BMW 3.0 V10           | M      |
| Mild Seven Benetton Renault | 07  | Giancarlo Fisichella  | Benetton B201  | Renault 3.0 V10       | M      |
| Mild Seven Benetton Renault | 08  | Jenson Button         | Benetton B201  | Renault 3.0 V10       | M      |
| Lucky Strike BAR Honda      | 09  | Olivier Panis         | BAR 003        | Honda 3.0 V10         | B      |
| Lucky Strike BAR Honda      | 10  | Jacques Villeneuve    | BAR 003        | Honda 3.0 V10         | B      |
| B&H Jordan Honda            | 11  | Heinz-Harald Frentzen | Jordan EJ11    | Honda 3.0 V10         | B      |
| B&H Jordan Honda            | 12  | Jarno Trulli          | Jordan EJ11    | Honda 3.0 V10         | B      |
| Orange Arrows Asiatech      | 14  | Jos Verstappen        | Arrows A22     | Asiatech 3.0 V10      | B      |
| Orange Arrows Asiatech      | 15  | Enrique Bernoldi      | Arrows A22     | Asiatech 3.0 V10      | B      |
| Red Bull Sauber Petronas    | 16  | Nick Heidfeld         | Sauber C20     | Petronas 3.0 V10      | B      |
| Red Bull Sauber Petronas    | 17  | Kimi Räikkönen        | Sauber C20     | Petronas 3.0 V10      | B      |
| Jaguar Racing               | 18  | Eddie Irvine          | Jaguar R2      | Ford Cosworth 3.0 V10 | M      |
| Jaguar Racing               | 19  | Luciano Burti         | Jaguar R2      | Ford Cosworth 3.0 V10 | M      |
| European Minardi F1         | 20  | Tarso Marques         | Minardi PS01   | European 3.0 V10      | M      |
| European Minardi F1         | 21  | Fernando Alonso       | Minardi PS01   | European 3.0 V10      | M      |
| Prost Acer                  | 22  | Jean Alesi            | Prost AP04     | Acer 3.0 V10          | M      |
| Prost Acer                  | 23  | Gastón Mazzacane      | Prost AP04     | Acer 3.0 V10          | M      |

## Klassifikationen

### Qualifying
| Pos.                                                                   | Fahrer                | Konstrukteur     | Zeit     | Start |
| ---------------------------------------------------------------------- | --------------------- | ---------------- | -------- | ----- |
| 01                                                                     | Michael Schumacher    | Ferrari          | 1:13,780 | 01    |
| 02                                                                     | Ralf Schumacher       | Williams-BMW     | 1:14,090 | 02    |
| 03                                                                     | Mika Häkkinen         | McLaren-Mercedes | 1:14,122 | 03    |
| 04                                                                     | Juan Pablo Montoya    | Williams-BMW     | 1:14,165 | 04    |
| 05                                                                     | David Coulthard       | McLaren-Mercedes | 1:14,178 | 05    |
| 06                                                                     | Rubens Barrichello    | Ferrari          | 1:14,191 | 06    |
| 07                                                                     | Jarno Trulli          | Jordan-Honda     | 1:14,630 | 07    |
| 08                                                                     | Heinz-Harald Frentzen | Jordan-Honda     | 1:14,633 | 08    |
| 09                                                                     | Nick Heidfeld         | Sauber-Petronas  | 1:14,810 | 09    |
| 10                                                                     | Kimi Räikkönen        | Sauber-Petronas  | 1:14,924 | 10    |
| 11                                                                     | Olivier Panis         | BAR-Honda        | 1:15,046 | 11    |
| 12                                                                     | Jacques Villeneuve    | BAR-Honda        | 1:15,182 | 12    |
| 13                                                                     | Eddie Irvine          | Jaguar-Cosworth  | 1:15,192 | 13    |
| 14                                                                     | Luciano Burti         | Jaguar-Cosworth  | 1:15,371 | 14    |
| 15                                                                     | Jean Alesi            | Prost-Acer       | 1:15,437 | 15    |
| 16                                                                     | Enrique Bernoldi      | Arrows-Asiatech  | 1:15,657 | 16    |
| 17                                                                     | Jos Verstappen        | Arrows-Asiatech  | 1:15,704 | 17    |
| 18                                                                     | Giancarlo Fisichella  | Benetton-Renault | 1:16,175 | 18    |
| 19                                                                     | Fernando Alonso       | Minardi-European | 1:16,184 | 19    |
| 20                                                                     | Jenson Button         | Benetton-Renault | 1:16,229 | 20    |
| 21                                                                     | Gastón Mazzacane      | Prost-Acer       | 1:16,520 | 21    |
| 22                                                                     | Tarso Marques         | Minardi-European | 1:16,784 | 22    |
| 107-Prozent-Zeit: 1:18,945 min (bezogen auf Bestzeit von 1:13,780 min) |                       |                  |          |       |

### Rennen
| Pos. | Fahrer                | Konstrukteur     | Runden | Stopps | Zeit        | Start | Schnellste Runde |
| ---- | --------------------- | ---------------- | ------ | ------ | ----------- | ----- | ---------------- |
| 01   | David Coulthard       | McLaren-Mercedes | 71     | 2      | 1:39:00,834 | 05    | 1:16,498 (44.)   |
| 02   | Michael Schumacher    | Ferrari          | 71     | 2      | + 16,164    | 01    | 1:16,545 (44.)   |
| 03   | Nick Heidfeld         | Sauber-Petronas  | 70     | 2      | + 1 Runde   | 09    | 1:18,064 (42.)   |
| 04   | Olivier Panis         | BAR-Honda        | 70     | 2      | + 1 Runde   | 11    | 1:16,732 (44.)   |
| 05   | Jarno Trulli          | Jordan-Honda     | 70     | 2      | + 1 Runde   | 07    | 1:17,632 (41.)   |
| 06   | Giancarlo Fisichella  | Benetton-Renault | 70     | 2      | + 1 Runde   | 18    | 1:17,830 (41.)   |
| 07   | Jacques Villeneuve    | BAR-Honda        | 70     | 3      | + 1 Runde   | 12    | 1:17,106 (41.)   |
| 08   | Jean Alesi            | Prost-Acer       | 70     | 2      | + 1 Runde   | 15    | 1:17,609 (43.)   |
| 09   | Tarso Marques         | Minardi-European | 68     | 2      | + 3 Runden  | 22    | 1:19,734 (34.)   |
| 10   | Jenson Button         | Benetton-Renault | 64     | 2      | + 7 Runden  | 20    | 1:19,846 (38.)   |
| 11   | Heinz-Harald Frentzen | Jordan-Honda     | 63     | 2      | DNF         | 08    | 1:17,522 (41.)   |
| –    | Kimi Räikkönen        | Sauber-Petronas  | 56     | 2      | DNF         | 10    | 1:17,816 (33.)   |
| –    | Gastón Mazzacane      | Prost-Acer       | 54     | 2      | DNF         | 21    | 1:18,176 (23.)   |
| –    | Ralf Schumacher       | Williams-BMW     | 54     | 4      | DNF         | 02    | 1:15,693 (38.)   |
| –    | Eddie Irvine          | Jaguar-Cosworth  | 52     | 1      | DNF         | 13    | 1:17,132 (43.)   |
| –    | Juan Pablo Montoya    | Williams-BMW     | 38     | 0      | DNF         | 04    | 1:16,593 (31.)   |
| –    | Jos Verstappen        | Arrows-Asiatech  | 37     | 0      | DNF         | 17    | 1:18,875 (26.)   |
| –    | Luciano Burti         | Jaguar-Cosworth  | 30     | 0      | DNF         | 14    | 1:18,759 (29.)   |
| –    | Fernando Alonso       | Minardi-European | 25     | 0      | DNF         | 19    | 1:19,765 (16.)   |
| –    | Enrique Bernoldi      | Arrows-Asiatech  | 15     | 0      | DNF         | 16    | 1:19,449 (12.)   |
| –    | Rubens Barrichello    | Ferrari          | 2      | 0      | DNF         | 06    | 1:58,705 (02.)   |
| –    | Mika Häkkinen         | McLaren-Mercedes | 0      | 0      | DNF         | 03    | –                |

## WM-Stände nach dem Rennen
Die ersten sechs des Rennens bekamen 10, 6, 4, 3, 2 bzw. 1 Punkt(e).

### Fahrerwertung
| Pos. | Fahrer                | Konstrukteur     | Punkte |
| ---- | --------------------- | ---------------- | ------ |
| 01   | Michael Schumacher    | Ferrari          | 26     |
| 02   | David Coulthard       | McLaren-Mercedes | 20     |
| 03   | Rubens Barrichello    | Ferrari          | 10     |
| 04   | Nick Heidfeld         | Sauber-Petronas  | 7      |
| 05   | Heinz-Harald Frentzen | Jordan-Honda     | 5      |
| 06   | Olivier Panis         | BAR-Honda        | 3      |
| 07   | Jarno Trulli          | Jordan-Honda     | 2      |
| 08   | Ralf Schumacher       | Williams-BMW     | 2      |
| 09   | Giancarlo Fisichella  | Benetton-Renault | 1      |
| 10   | Kimi Räikkönen        | Sauber-Petronas  | 1      |
| 11   | Mika Häkkinen         | McLaren-Mercedes | 1      |

| Pos. | Fahrer             | Konstrukteur     | Punkte |
| ---- | ------------------ | ---------------- | ------ |
| 12   | Jos Verstappen     | Arrows-Asiatech  | 0      |
| 13   | Jacques Villeneuve | BAR-Honda        | 0      |
| 14   | Jean Alesi         | Prost-Acer       | 0      |
| 15   | Luciano Burti      | Jaguar-Cosworth  | 0      |
| 16   | Tarso Marques      | Minardi-European | 0      |
| 17   | Jenson Button      | Benetton-Renault | 0      |
| 18   | Eddie Irvine       | Jaguar-Cosworth  | 0      |
| 19   | Fernando Alonso    | Minardi-European | 0      |
| 20   | Gastón Mazzacane   | Prost-Acer       | 0      |
| –    | Juan Pablo Montoya | Williams-BMW     | 0      |
| –    | Enrique Bernoldi   | Arrows-Asiatech  | 0      |

### Konstrukteurswertung
| Pos. | Konstrukteur     | Punkte |
| ---- | ---------------- | ------ |
| 01   | Ferrari          | 36     |
| 02   | McLaren-Mercedes | 21     |
| 03   | Sauber-Petronas  | 8      |
| 04   | Jordan-Honda     | 7      |
| 05   | BAR-Honda        | 3      |
| 06   | Williams-BMW     | 2      |

| Pos. | Konstrukteur     | Punkte |
| ---- | ---------------- | ------ |
| 07   | Benetton-Renault | 1      |
| 08   | Arrows-Asiatech  | 0      |
| 09   | Prost-Acer       | 0      |
| 10   | Jaguar-Cosworth  | 0      |
| 11   | Minardi-European | 0      |